# Relations entre la Guinée et le Japon
L'article des relations guinéo-japonaise concerne l'ensemble des relations bilatérales entre la Guinée et le Japon.

## Historique
La Guinée et le Japon ont établi des relations dès l’indépendance de la Guinée en 1958. Le Japon a été co-sponsor de la résolution d’adhésion de la Guinée à l’ONU en décembre 1958.
En juin 2017, Alpha Condé a été le premier président guinéen à effectuer une visite au Japon.
L'Agence Japonaise de Coopération Étrangère a ouvert sont bureau à Conakry en février 2018. Celui-ci privilégie des relations dans le domaine de la sécurité alimentaire, le développement des infrastructures économiques et l’amélioration des services sociaux de base.